# Томас Андерсон (яхтсмен)
Томас Андерсон (англ. Thomas Anderson, 24 липня 1939 — 28 липня 2010) — австралійський яхтсмен.
Олімпійський чемпіон 1972 року в класі Дракон, учасник 1968 року. Брат-близнюк Джона Андерсона.